# Letis doliaris
Letis doliaris là một loài bướm đêm trong họ Erebidae.